# Ostatnie lato (film 1969)
Ostatnie lato (ang. Last Summer) – amerykański film z 1969 roku w reżyserii Franka Perry'ego.

## Obsada
- Bruce Davison jako Dan
- Richard Thomas jako Peter
- Barbara Hershey jako Sandy
- Catherine Burns jako Rhoda
- Ralph Waite jako ojciec Petera
- Conrad Bain jako Sidney[1]

## Nagrody i nominacje
| Nazwa nagrody | Wygrane            | Nominacje                                           |
| ------------- | ------------------ | --------------------------------------------------- |
| Oscar         | 1970 bez rezultatu | 1970 Najlepsza aktorka drugoplanowa Catherine Burns |